# Herb gminy Nowe Miasto Lubawskie
Herb gminy Nowe Miasto Lubawskie – symbol gminy Nowe Miasto Lubawskie, ustanowiony 11 września 2001.

## Wygląd i symbolika
Herb przedstawia na tarczy w polu złotym myśliwego w zielonym stroju, dymiącego w czerwony róg i jadącego na czarnym koniu. Jest to nawiązanie do pieczęci wójtowskiej wsi Bratian, będącej jedną z najstarszych wsi na terenie gminy.